# Mijatovac
Mijatovac (Servisch cyrillisch Мијатовац) is een plaats in de Servische gemeente Ćuprija. De plaats telt 1712 inwoners (2002).